# Berlinia bracteosa
Berlinia bracteosa är en ärtväxtart som beskrevs av George Bentham. Berlinia bracteosa ingår i släktet Berlinia och familjen ärtväxter. Inga underarter finns listade i Catalogue of Life.